# Бржозовський Сергій Адамович
Бржозовський Сергій Адамович — учений метеоролог, краєзнавець. Народився 28 грудня 1877 р. (09.01.1878 р. за н. ст.) у Житомирі. Навчався у Санкт-Петербурзькому гірничому інституті (в 1896–1898 рр.), потім закінчив 1906 р. Санкт-Петербурзький університет. З 1906 р. почав викладати у Житомирській жіночій Маріїнській гімназії і одночасно — у комерційному училищі, фельдшерській школі. 1907 р. став членом Товариства дослідників Волині, а з 1913 р. — заступник голови цього товариства, хранитель музею, як складової частини товариства. Засновник метеорологічної служби на Волині. В 1911–1915 рр. створив розгалужену дощомірну мережу, до якої входили 22 станції, 141 дощомірний і 19 снігомірних постів. Учасник експедицій з дослідження боліт та лук Волинського Полісся (у 1912–1913 рр.), досліджень ґрунтів (у 1914 р.). З 1913 р. — член Київського товариства природознавців, делегат з'їзду природознавців у Москві. Засновник Волинської філії сільськогосподарських наук комісаріату України, заступник голови філії та голови геофізичної секції (в 1920–1923 рр.). Працював викладачем географії й метеорології у Волинському Інституті народної освіти (м. Житомир) в 1919–1922 рр., науковим співробітником Волинського статистичного бюро, член комісії з адміністративно-територіального поділу Волинської губернії в 1919–1923 рр., викладач Житомирського землемірного (межового) технікуму у 1922–1924 рр. Автор багатьох наукових праць, присвячених клімату й ґрунтам Волині. В будинку, який Бржозовський С. А. придбав 1918 р. для Житомирської метеостанції, і досі діє відділ гідрології обласного гідрометеорологічного центру .